# Guillaume de Champvent
Guillaume de Champvent, mort le 21 mars 1301, est évêque de Lausanne de la fin du XIIIe siècle et du tout début du siècle, issue de la famille de Champvent, une branche de la famille de Grandson.

## Biographie

### Origines
Guillaume de Champvent est attesté à partir de 1239. Il est le fils d'Henri, seigneur de Champvent,. Les Champvent sont une branche issue des Grandson, implantés au sud du lac de Neuchâtel,.
Il a pour frères , : Pierre († v. 1301/02), sire de Champvent, chevalier (1259), sénéchal, chambellan (1292) à la cour d'Angleterre ; Othon († 1312), évêque de Lausanne (1309-1312) et Girard († av. 1285), chanoine de Lausanne.

### Début de carrière
Guillaume semble entrer au chapitre de Lausanne avant 1239. Deux de ses frères sont ou seront également chanoines Othon et Girard. À cette date, il est trésorier du chapitre. Partisan de la maison de Savoie, il fait partie des seize chanoines partisans de l'élection de Philippe de Savoie, sur le siège de Lausanne, en 1240. C'est finalement Jean de Cossonay, soutenu par le parti anti-savoyard qui l'emporte.
Il suit le jeune prince Pierre de Savoie en Angleterre, où il sert le roi d'Angleterre Henri III comme diplomate.

### Épiscopat
Guillaume est élu sur le trône épiscopal de Lausanne, en 1273. L'élection se déroule le 21 juillet.
Il semble engager une politique vigoureuse de restauration des droits de son Église l'amenant à rejoindre le parti impérial, s'opposant désormais à la maison de Savoie. Il reçoit ainsi de l'empereur, Rodolphe de Habsbourg, l'investiture des droits régaliens pour son Église, le 11 août 1275. Il fait son serment de fidélité auprès du représentant de l'empereur, l'évêque de Verdun, qui se trouve être son parent, Gérard de Grandson. 
Il participe aux côtés de l'empereur ainsi aux campagnes contre les Savoie, amenant l'installation des Habsbourg dans la vallée de la Broye (1281-1283), ainsi que contre Berne (1288-1289).
En 1282, il fonde l'hôpital de Lausanne.
Instigateur de la rupture entre Lausanne et les Savoie, il doit quitter sa cité épiscopale entre 1282 et 1285, en raison des troubles. 
Il participe à la création, en 1285, d'une seigneurie de Vaud, qui est apanagé à Louis de Savoie. 